# Mythimna arizanensis
Mythimna arizanensis es una polilla de la familia Noctuidae. Se encuentra en Taiwán.